# 法政體育場
法政體育場是一座位於泰國巴吞他尼府蘭實的綜合體育場。常用於舉行足球賽事。體育場可容納25,000人。它位於法政大學的蘭實校區。

## 外部連結
- Christiani & Nielsen site （页面存档备份，存于）

14°4′4″N 100°35′55″E / 14.06778°N 100.59861°E